# Musée de Wiesbaden
Le musée de Wiesbaden est un musée de Wiesbaden, la capitale de la Hesse en Allemagne. Avec les musées de Cassel et de Darmstadt, c'est l'un des trois musées d'État de Hesse.
Le musée comprend une collection d'art qui comporte, entre autres, la plus grande collection de Jawlensky, une collection d'histoire naturelle et une collection d'antiquités provenant des Nassau.
Le musée est par ailleurs devenu l'un des plus riches au monde dans le domaine de l'Art nouveau et du mouvement symboliste grâce à la donation Ferdinand W. Neess (1929-2020) faite en 2019.

## Histoire
La fondation des trois musées originels remonte à l'initiative de bourgeois de la ville et de Goethe qui demeura à Wiesbaden en 1814-1815. En 1825, il persuada le baron Johann Isaac von Gerning, grand collectionneur de Francfort, de faire don de sa collection d'art, d'antiquités et d'histoire naturelle au duché de Nassau en échange d'une pension à vie.
Trois musées émergent sous l'impulsion de la société pour les antiquités et la recherche historique de Nassau (fondée en 1812), du gouvernement et des bourgeois de la ville, associés à la société d'histoire naturelle de Nassau et à la société d'art de Nassau. Après la mort du duc, les collections sont conservées au palais du prince héréditaire (Wilhelmstraße), construit pour son fils. En 1821, les trois musées et la bibliothèque de Hesse déménagent au palais. Au milieu du XIXe siècle, l'endroit devient trop petit. Les plans d'un nouvel édifice sont confiés à l'architecte Theodor Fischer, la première pierre est posée en 1913. La première aile à s'installer est la galerie de peintures (Gemäldegalerie)  le 1er octobre 1915 et quelque temps plus tard la collection d'histoire naturelle, mais à cause de la guerre la collection d'histoire naturelle et la collection d'antiques n'ouvrent que le 15 juillet 1920. 
Pendant la Seconde Guerre mondiale, une partie de l'édifice est utilisée à des fins militaires. Les collections, à de rares exceptions près, demeurent intactes. Quelques expositions sont organisées du temps de l'occupation américaine. 
Clemens Weiler joua un grand rôle pour la collection  d'Alexej von Jawlensky qui est la plus importante du musée aujourd'hui.
En 1973, les trois musées deviennent possession de l'État de Hesse et sont réunis en un seul musée. La collection de la société d'art de Nassau est dès lors exposée dans une villa du 15 Wilhelmstraße.
Les salles d'art ont été rénovées entre 1994 et 1997, l'entrée, la salle de lecture et certaines salles d'exposition de 2003 à 2006, et de 2007 à 2012, les ailes Nord et Sud sont entièrement refaites. 
Pour les collections d'art, l'exposition chronologique est abandonnée au profit de salles thématiques (art sacré, portrait, mythologie, paysage, nature morte).
En 2019, le collectionneur Ferdinand W. Neess, à l'âge de 90 ans, offre au musée une collection de plus de 500 œuvres et objets (mobilier, orfèvrerie, luminaires, sculptures, peintures) de qualité exceptionnelle qui forment un ensemble unique par son importance dans le domaine de l'Art nouveau européen et de l'art symboliste. Outre les meubles de Guimard, Gallé, Majorelle, les verreries, l'orfèvrerie et les objets d'art, on trouve des peintures de Gustave Moreau, Fernand Khnopff, Franz von Stuck, Jean Delville, Carlos Schwabe, Heinrich Vogler, Armand Point, Lucien Lévy-Dhurmer, Whilelm List, Edgar Maxence, Alphonse Osbert, Edward Burne-Jones, Alfons Mucha etc.

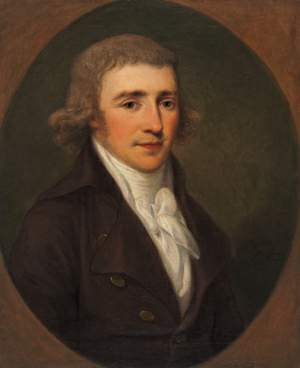
Portrait du baron von Gerning par Angelika Kauffmann
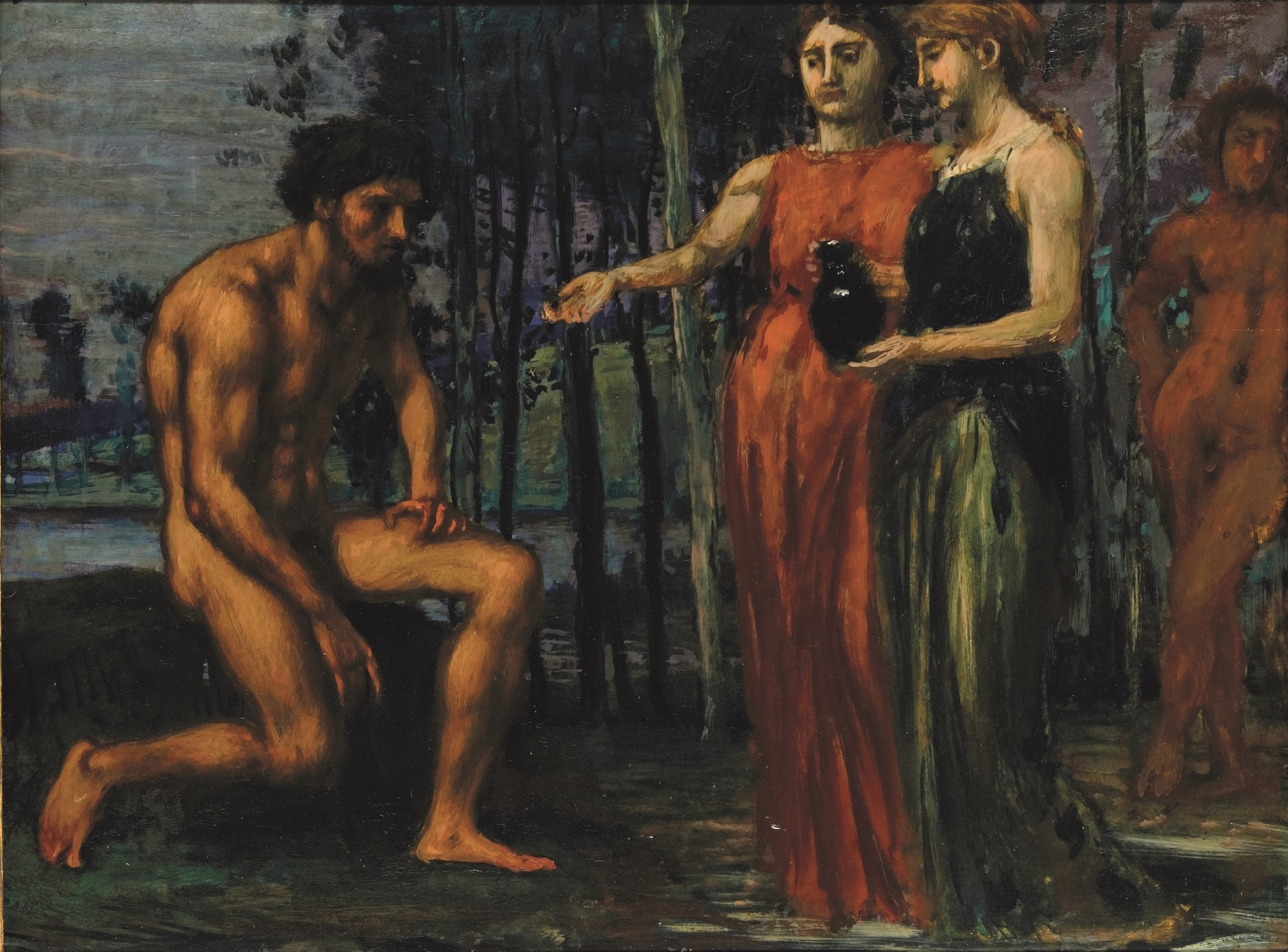
Hans von Marées, Le Rafraîchissement (1880)
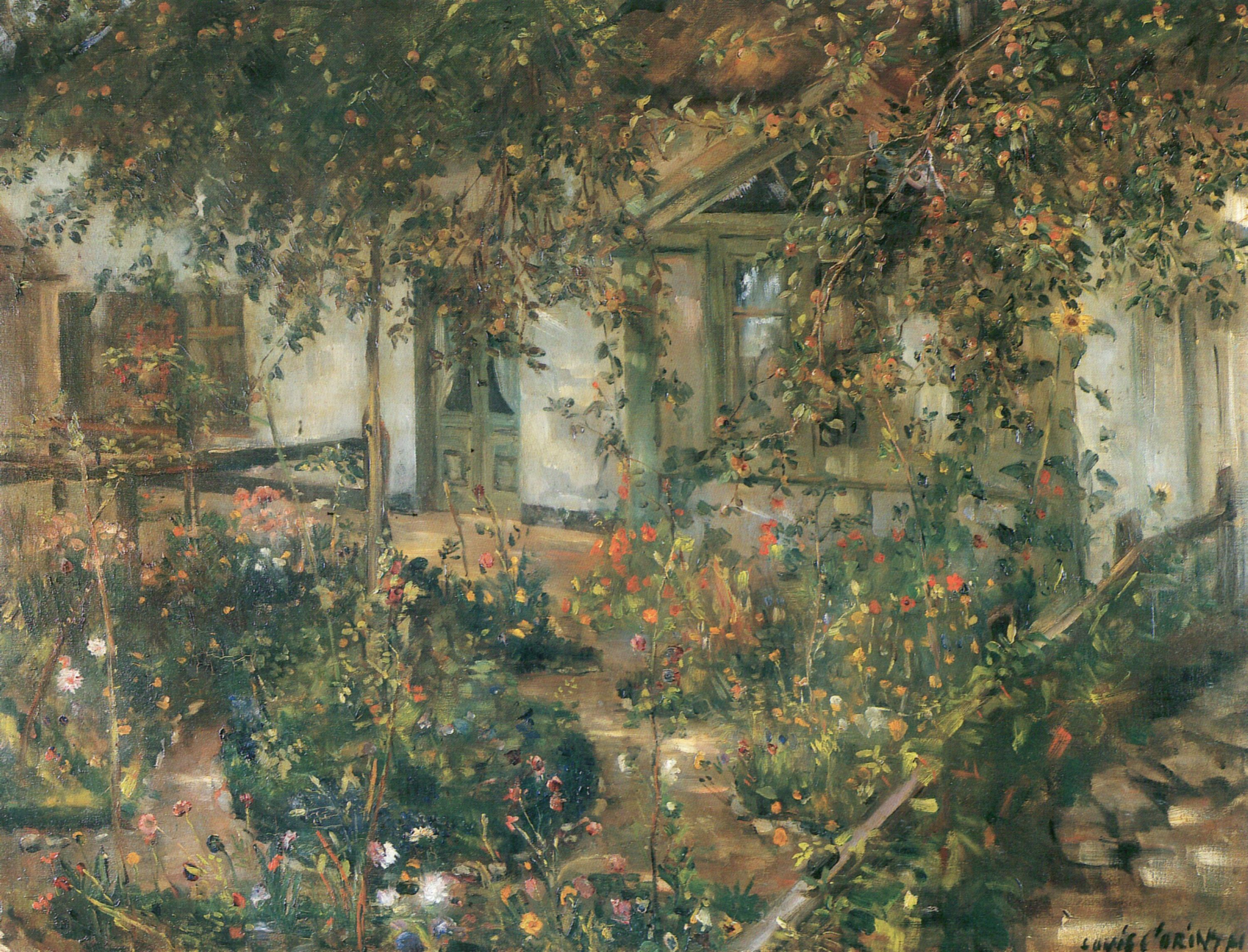
Lovis Corinth, Jardin de fleurs (1904)

## Collections d'art

### Collection des maîtres anciens
Par rapport à la collection des XIXe et XXe siècles, les maîtres anciens sont plutôt rares au musée de Wiesbaden. L'accent est mis sur des artistes italiens et flamands du XVe siècle. Les Italiens les plus importants sont Prospero Fontana, Alberto Piazza da Lodi (Maître de la Visitation de Wiesbaden), le Tintoret, Marietta Robusti, Sebastiano del Piombo, Luca Giordano, Francesco Solimena et Sebastiano Ricci.
La peinture flamande est représentée par des artistes tels que Joos van Cleve (L'Enfant Jésus aux grappes de raisin), Albrecht Bouts, Otto van Veen, Joos de Momper, Frans Floris, Roelant Savery, Gerard van Honthorst, Willem van de Velde l'Ancien, Willem van de Velde le Jeune, Jan Lievens, Frans Snyders (Nature morte) et Nicolaes Berchem.
L'art allemand du gothique tardif et de la Renaissance est représenté par le Maître de l'autel d'Heisterbach, le Maître de la Sainte Famille, Lucas Cranach l'Ancien, Bartholomäus Bruyn l'Ancien et Hans Muelich. L'art allemand du baroque et du classicisme par Johann Conrad Seekatz, Januarius Zick, Nicolas Treu, Johann Georg Platzer et Angelika Kauffmann (Portrait du baron Johann Isaak von Gerning, 1798). La peinture anglaise est distinguée par Reynolds.

### Antiquités romaines
Le musée comprend une collection d'antiquités romaines importante. Les monuments en pierre en particulier sont uniques. La pièce maîtresse de tout la collection est la « pierre de Mithra », ayant appartenu à l'autel de l'ancien mithraeum de la ville romaine de Nida dans la région actuelle de Heddernheim (Francfort). Jusqu'en 2003, la pierre était logée dans un Mithraeum spécialement conçu par l'architecte Theodor Fischer. En outre, l'on peut admirer des monuments tels que la colonne géante de Jupiter (221 ap. J.-C.) de Schierstein (Wiesbaden), les statues d'une tombe familiale délicatement élaborée (milieu du Ier siècle ap. J.-C.) provenant d'Ingelheim, ainsi que le Jupiter intronisé (2e quart du IIIe siècle ap. J.-C.) de la ville romaine d'Igstadt, (Wiesbaden). Un génie de 230 ap. J.-C. est aussi une pièce particulièrement remarquable de cette importante collection.

## Collections d'histoire naturelle

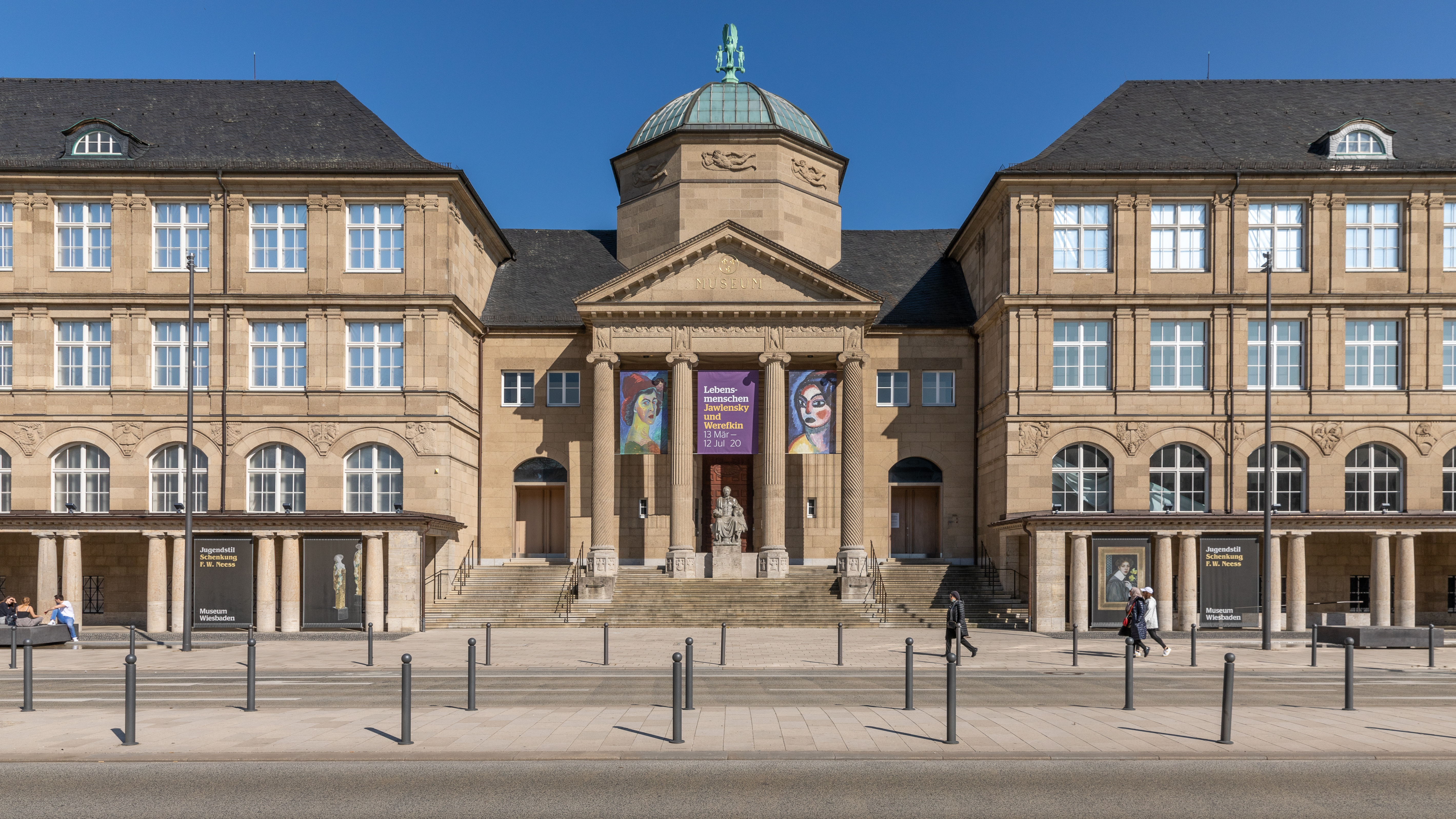
Entrée du musée.

Le musée d'histoire naturelle de Wiesbaden a été fondé en 1829 par l'association d'histoire naturelle de Nassau avec le soutien du duc. L'abréviation internationale des collections d'histoire naturelle est MWNH et de l'herbier, WIES.

### Géologie générale et minéralogie
La collection minéralogique se montre toujours comme elle l'était au XIXe siècle, dans des vitrines, et classée de manière scientifique, tandis qu'une partie est réservée aux experts. Outre une collection générale de minéraux du monde entier, l'accent est mis sur les découvertes de la région, qui documentent en particulier l'extraction, qui était encore importante jusqu'à il y a quelques décennies. La collection scientifique comprend environ 14 000 articles qui sont actuellement enregistrés dans un catalogue informatique.

### Histoire de la Terre

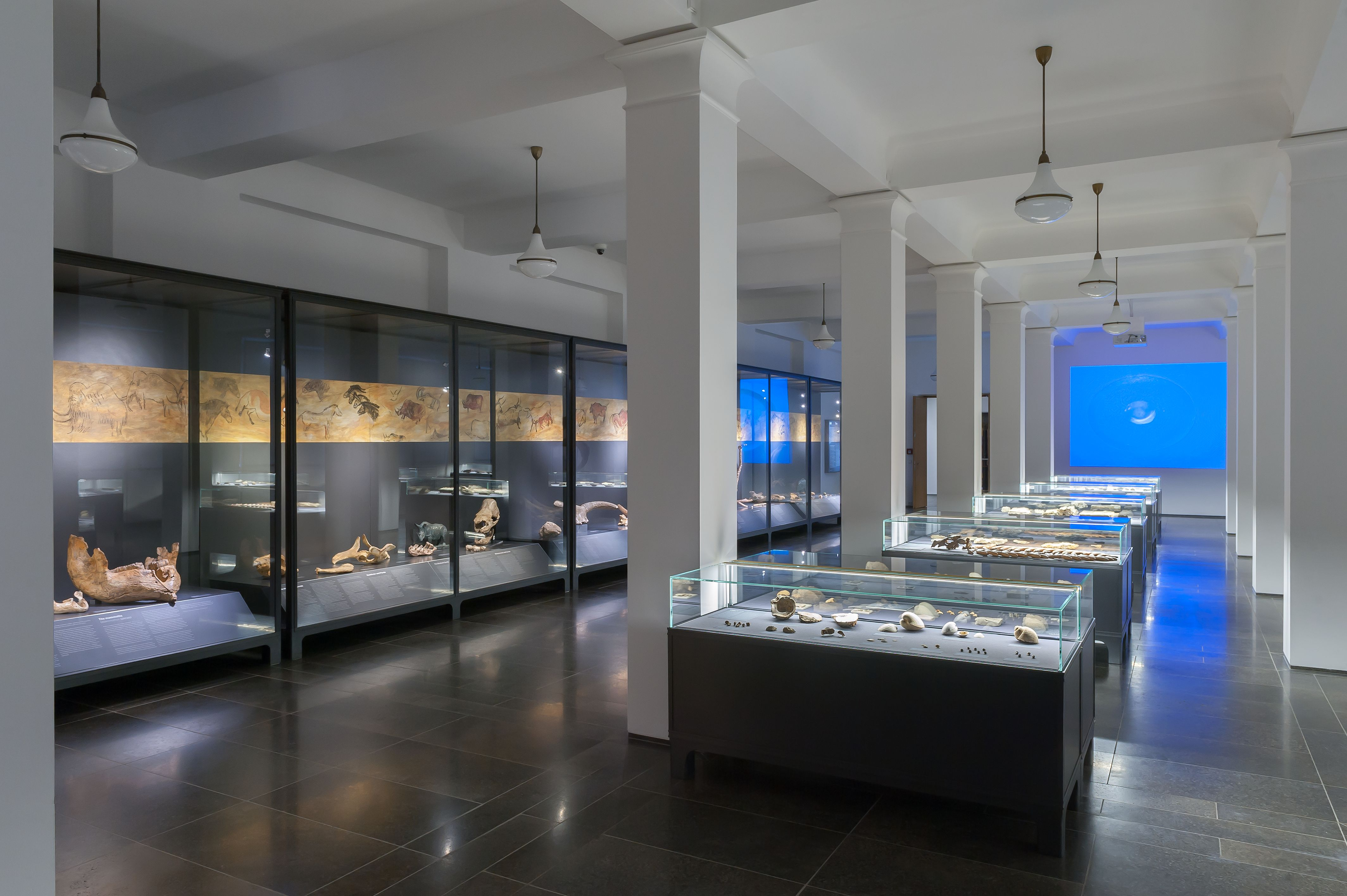
Salle d'exposition.

Dans la région immédiate de Wiesbaden, trois âges géologiques sont particulièrement représentés. Environ 50 000 fossiles sont documentés. Des pièces du Pléistocène peuvent être trouvées provenant de l'histoire géologique récente, en particulier des sables de Mosbach. du Rhin et du Main régulièrement accumulés dans la vallée du Rhin moyen avec des os transportés restant dans les sédiments. De nombreux fossiles ont été préservés, notamment des périodes chaudes. Un deuxième foyer est le complexe des grottes de Steeden, où les plus anciens artéfacts de Hesse ont également été trouvés ici. L'une des collections les plus importantes est liée aux deux âges géologiques suivants. C'est la plus grande partie du legs des frères Guido et Fridolin Sandberger. 

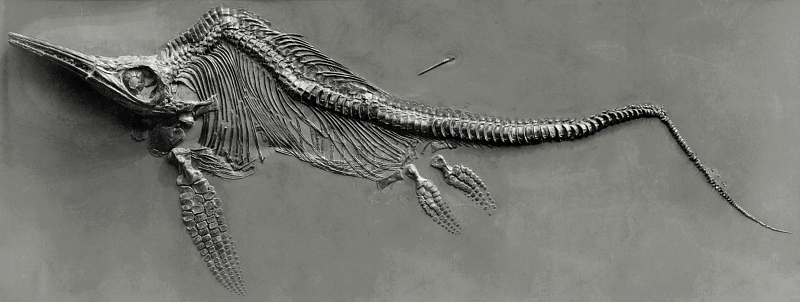
Stenopterygius crassicostatus, trouvé dans le Jura noir (Toarcien, Bas-Jurassique).

Le bassin de Mayence témoigne d'imposantes trouvailles remontant au Tertiaire. Dans cette phase plus chaude après l'extinction des dinosaures, le bassin de Mayence était régulièrement relié aux mers environnantes, puis avec la disparition des jonctions, la mer intérieure est devenue douce, un lac s'est formé et finalement l'eau a complètement disparu. Dans ce changement, de nombreuses espèces animales ont vécu ici, il y a donc des restes, entre autres, de lamantins, de requins pèlerins, des bancs de moules formant des récifs, mais aussi des créatures, comme la bête terrifiante d'Eppelsheim.
Les découvertes du Dévonien, période tout aussi chaude avec un niveau de mer élevé, proviennent en particulier du Taunus. C'est pourquoi la collection contient des restes d'une énorme faune marine: Trilobites, Conodontes et Graptolites.
Il convient également de mentionner: une collection de poissons du Paléozoïque et du Mésozoïque, une grande collection de vertébrés du Mésozoïque, un grand spécimen d' ichthyosaure, de Holzmaden, une collection de couches Hydrobien paléontologique du bassin de Mayence, une vaste collection de Céphalopodes, une collection de Brachiopodes bien triée et une vaste collection de fossiles de quartzite de Taunus (y compris des ichnofossiles).

### Botanique
Les premières décennies du musée en particulier ont été accompagnées d'une section botanique très active. Les herbes médicinales constituaient la base du travail des pharmacologues et l'importance médicale de la botanique était encore généralement reconnue. Avec environ 100 000 préparations à base de plantes, il existe encore un documentation de grande importance. Au niveau régional, les plus anciennes découvertes du nord de la vallée du Rhin supérieur, du Taunus et de l'Odenwald sont ici disponibles. Les herbiers ont été fondés par le premier directeur de l'association, Friedrich Albert Pompejus von Arnoldi (1787-1838). Aujourd'hui, le nombre de documents est d'environ 65 000, dont près de 44 000 sont des phanérogames (plantes à fleurs) et 21 000 sont des cryptogames (plantes à spores). D'autres botanistes éminents se sont également impliqués dans la collection: Anton Vigener (1840-1921), Carl Friedrich Ferdinand Genth (1810-1837), Johann Daniel Wilhelm Bayrhoffer (1793-1868), Leopold Fuckel (1821-1876) et Franz Rudio (1813-1877).
En outre, la collection graphique de la bibliothèque contient les seules aquarelles de plantes et de champignons conservées de Catharina Helena Dörrien et les aquarelles d'Emil Pfeiffer. Le musée de Wiesbaden abrite également les collections de dessins de Friedrich Ludwig Stellwaag et d'Erich Martin Hering.

#### Invertébrés

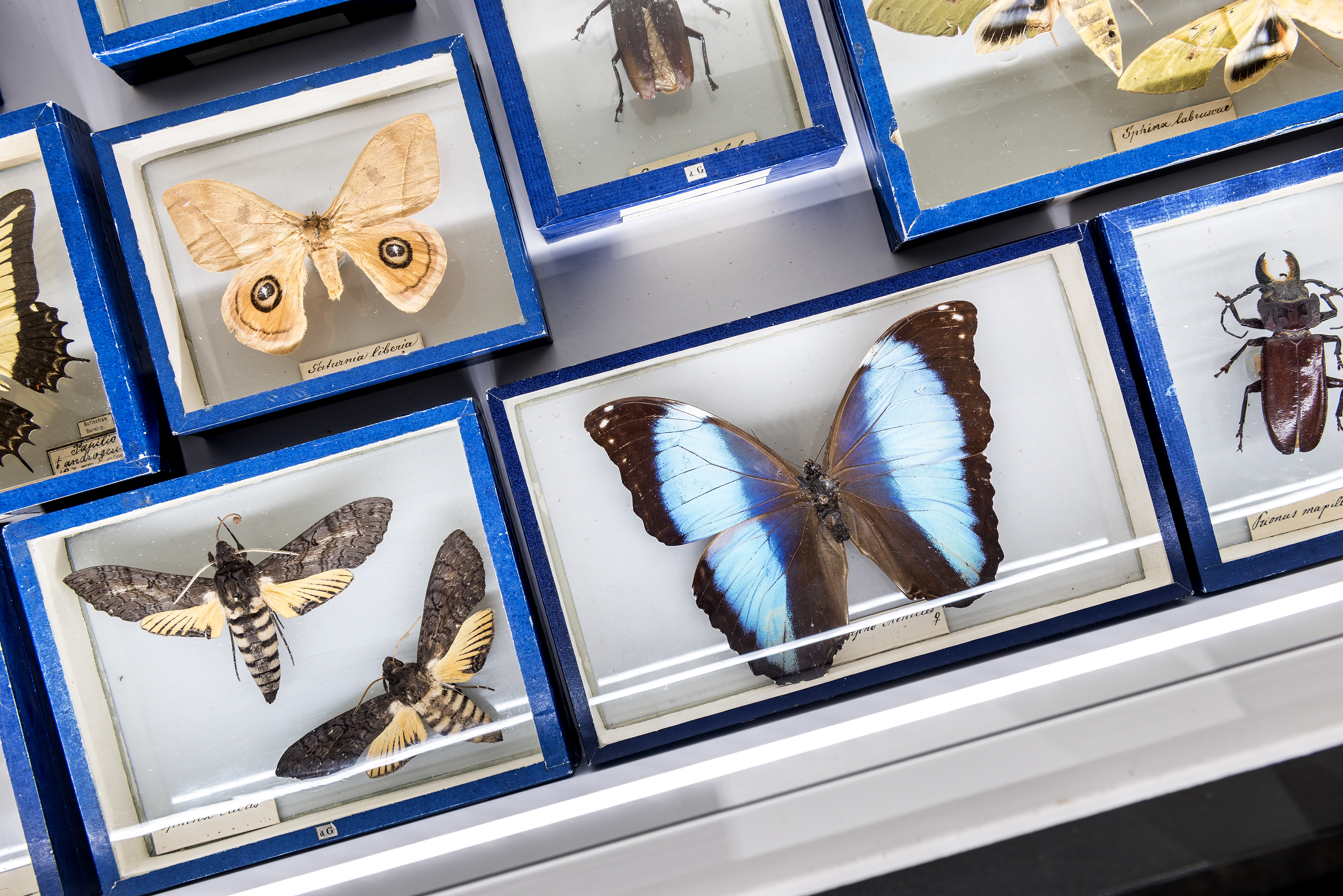
Insectes et papillons de la collection Merian.

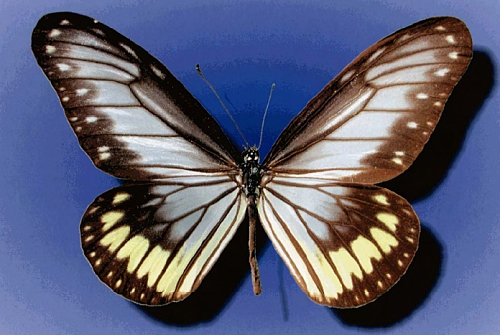
Ideopsis vitrea vitrea de la collection Pagenstecher.

La base de cette collection est la collection d'insectes de Johann Christian Gerning (1745-1802), qui a été acquise en 1829 léguée par son fils Johann Isaak von Gerning (1767-1837), ami de Goethe, contre paiement d'une rente à Wiesbaden. La collection d'insectes, encore totalement préservée aujourd'hui, contient environ 40 000 pièces. Certaines viennent de Maria Sibylla Merian (1647-1717). Cette collection de Gerning a servi plus tard à l'entomologiste Eugen Johann Christoph Esper (1742-1810) pour la description des papillons européens. D'autres collectionneurs et entomologistes importants sont Carl Ludwig Kirschbaum (1812-1880), Arnold Pagenstecher (1837-1913), Walter Gieseking (1895-1956) et Adolph Schenck (1803-1876). Aujourd'hui, environ 720 000 animaux sont disponibles pour la science.
La collection à l'origine très importante d'araignées est l'une des rares victimes de la guerre. Des parties des spécimens types décrits par Embrik Strand (1867–1947) ont été détruites par le feu pendant la Seconde Guerre mondiale. En plus de ces collections mondiales, l'accent est mis sur la faune régionale.
Parmi les invertébrés, la collection de mollusques avec plus de 100 000 exemplaires et séries est l'une des plus étendues. Ces dernières années, le musée a pu reprendre de nombreux types de matériaux de la collection privée de Jens Hemmen.

## Source
- (en) Cet article est partiellement ou en totalité issu de l’article de Wikipédia en anglais intitulé « Museum Wiesbaden » (voir la liste des auteurs).